# Hypholoma fasciculare

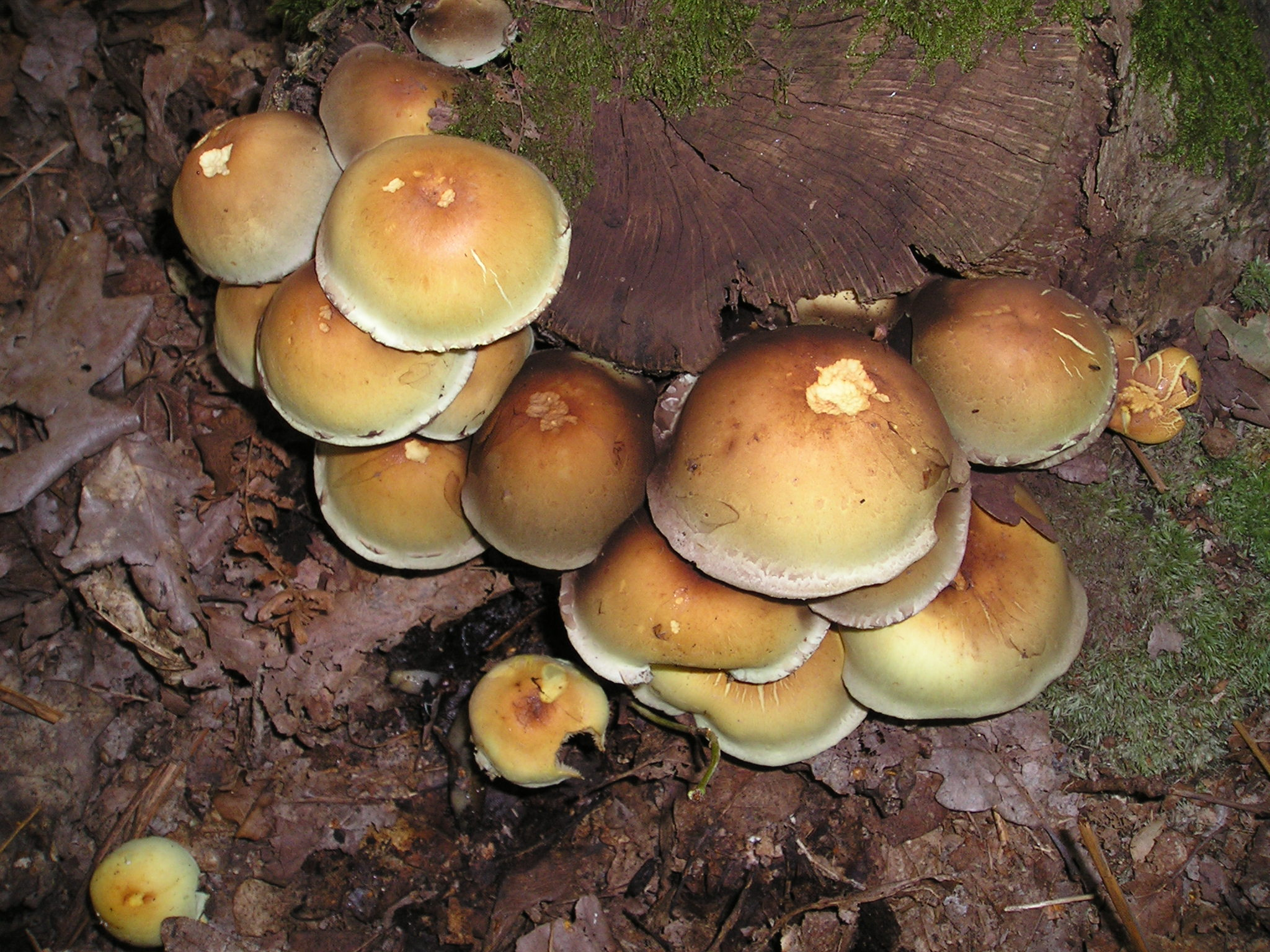
H. fasciculare

Hypholoma fasciculare (Huds.) P. Kumm. 1871 è la specie che più facilmente viene scambiata, per qualche somiglianza e per il modo di crescita, con il chiodino buono (Armillaria mellea), da cui deriva il suo nome comune "falso chiodino". A volte è stato addirittura confuso dai cercatori più inesperti con il ben noto pioppino. È un fungo tossico. Appartiene alla famiglia Strophariaceae.
L'accorgimento principale per evitare confusioni improbabili, ma possibili è quello dell'assaggio, in quanto trattasi di specie dalla carne di sapore molto amaro. Bisogna comunque prestare molta attenzione al sapore in quanto l'acredine di questo fungo varia sensibilmente a seconda delle zone di crescita.
Per i motivi sopra indicati, si raccomanda la massima prudenza.

## Etimologia
- Genere: dal greco hùfos = tessuto, e loma = orlo, con l'orlo ornato di frange.
- Specie: dal latino fasciculus = fascetto, per il suo modo caratteristico di presentarsi cespitoso.

## Descrizione

### Cappello
3-7 cm, carnoso, emisferico, poi campanulato, poco umbonato al centro, di colore giallo-solfino, rugginoso al centro. Margine sottile, spesso sfrangiato.

### Lamelle
Raggiate, fitte, annesse al gambo, prima di colore giallo, poi verdognole e infine bruno-olivastre.

### Gambo
5-12 cm x 6-10 mm, cilindrico, cavo, lungo e sottile, di consistenza elastica, di colore giallo più scuro alla base, mancante di un vero anello, sostituito da filamenti detti velo o cortina, non sempre molto visibile.

### Carne
La carne si presenta di colore giallo, talvolta carnicino.
- Odore: sgradevole.
- Sapore: spesso intensamente amaro, a volte amarognolo; in ogni caso sempre sgradevole.

## Caratteri microscopici
Spore
Ellittiche, amigdaliformi, di colore viola-nerastre o bruno-porpora in massa, lisce, 6-7,5 x 4-4,5 µm.

## Distribuzione e habitat
Si riproduce da aprile a novembre, un po' ovunque, in grandi cespi su tronchi o su ceppaie o su terreno vicino a vecchi alberi. Attacca sia legno morto (saprofita) che legno vivo (parassita), causando la carie bianca di radici e tronchi di latifoglie e di conifere.

## Commestibilità
Tossico, provoca forti mal di stomaco e diarrea.
A differenza del chiodino non è termolabile, perciò è tossico anche dopo cottura.

## Tassonomia

### Sinonimi e binomi obsoleti
- Agaricus fascicularis Huds., Fl. Angl., Edn 2 2: 615 (1778)
- Pratella fascicularis (Huds.) Gray, Nat. Arr. Brit. Pl. (London) 1: 627 (1821)
- Hypholoma fasciculare (Huds.) P. Kumm., Führ. Pilzk. (Zerbst): 21, 72 (1871) var. fasciculare
- Hypholoma fasciculare (Huds.) P. Kumm., Führ. Pilzk. (Zerbst): 21, 72 (1871) f. fasciculare
- Naematoloma fasciculare (Huds.) P. Karst., Bidr. Känn. Finl. Nat. Folk 32: 496 (1879) var. fasciculare
- Naematoloma fasciculare (Huds.) P. Karst., Bidr. Känn. Finl. Nat. Folk 32: 496 (1879)
- Geophila fascicularis (Huds.) Quél., Enchir. fung. (Paris): 113 (1886) var. fascicularis
- Geophila fascicularis (Huds.) Quél., Enchir. fung. (Paris): 113 (1886)
- Dryophila fascicularis (Huds.) Quél., Fl. mycol. France (Paris): 154 (1888)
- Dryophila fascicularis (Huds.) Quél., Fl. mycol. France (Paris): 154 (1888) var. fascicularis
- Psilocybe fascicularis (Huds.) Kühner, Bull. mens. Soc. linn. Lyon 49(Num. Spéc.): 899 (1980)
- Psilocybe fascicularis (Huds.) Kühner, Bull. mens. Soc. linn. Lyon 49(Num. Spéc.): 899 (1980) var. fascicularis
- Agaricus fascicularis Huds., Fl. Angl., Edn 2 2: 615 (1778) var. fascicularis
- Agaricus fascicularis Huds., Fl. Angl., Edn 2 2: 615 (1778) subsp. fascicularis
- Agaricus fascicularis var. praticola Pers., Syn. meth. fung. (Göttingen) 2: 422 (1801)
- Agaricus praticola (Pers.) J. Otto, Vers. Anordnung Beschr. Agaricorum (Leipzig): 96 (1816)
- Agaricus fascicularis var. primulus Pers., Syn. meth. fung. (Göttingen) 2: 421 (1801)
- Agaricus fascicularis var. marginatus Fr., Syst. mycol. (Lundae) 1: 289 (1821)
- Agaricus elaeodes Fr., Epicr. syst. mycol. (Upsaliae): 222 (1838)
- Hypholoma elaeodes (Fr.) Gillet, Hyménomycètes (Alençon): 573 (1878)
- Naematoloma elaeodes (Fr.) P. Karst., Meddn Soc. Fauna Flora fenn. 5: 61 (1879)
- Geophila fascicularis var. elaeodes (Fr.) Quél., Enchir. fung. (Paris): 113 (1886)
- Naematoloma fasciculare var. elaeodes (Fr.) L. Corb., Mém. Soc. natn. Sci. nat. Cherbourg 40(2): 185 (1929)
- Agaricus subviridis Berk. & M.A. Curtis, J. Linn. Soc., Bot. 10(no. 45): 292 (1868)
- Psilocybe subviridis (Berk. & M.A. Curtis) Sacc., Syll. fung. (Abellini) 5: 1051 (1887)
- Naematoloma subviride (Berk. & M.A. Curtis) A.H. Sm., Mycologia 43(5): 519 (1951)
- Hypholoma subviride (Berk. & M.A. Curtis) Dennis, Kew Bull. 15(1): 134 (1961)
- Hypholoma fasciculare var. subviride (Berk. & M.A. Curtis) Krieglst., Z. Mykol. 50(1): 59 (1984)
- Hypholoma fasciculare var. subviride (Berk. & M.A. Curtis) Krieglst., in Krieglsteiner & Enderle, Beitr. Kenntn. Pilze Mitteleur. 2: 144 (1986)
- Agaricus sadleri Berk. & Broome, Ann. Mag. nat. Hist., Ser. 5 3: 203 (1879)
- Clitocybe sadleri (Berk. & Broome) Sacc., Syll. fung. (Abellini) 5: 163 (1887)
- Agaricus fascicularis subsp. megapotamicus Speg., Anal. Soc. cient. argent. 12(1): 20 (1881)
- Hypholoma megapotamicum (Speg.) Sacc., Syll. fung. (Abellini) 5: 1030 (1887)
- Hypholoma fasciculare var. obtusum Schulzer, Syll. fung. (Abellini) 5: 1030 (1884)
- Hypholoma fasciculare f. sterilis J.E. Lange, Dansk bot. Ark. 4(no. 4): 40 (1923)
- Hypholoma fasciculare var. pusillum J.E. Lange, Dansk bot. Ark. 4(no. 4): 4 (1923)
- Naematoloma capnoides var. pusillum (J.E. Lange) Courtec., Clé de determination macroscopique des champignons superieurs des regions du Nord de la France (Roubaix): 371 (1986)
- Psilocybe fascicularis var. pusilla (J.E. Lange) Noordel., Persoonia 16(1): 128 (1995)
- Hypholoma fasciculare f. ceratophorum Pilát, (1927)
- Hypholoma fasciculare f. foedinarum Pilát, (1927)
- Hypholoma fasciculare f. radicata Killerm., Denkschr. Bayer. Botan. Ges. in Regensb. 20: 62 (1939)
- Hypholoma fasciculare var. mitis Raithelh., Metrodiana 9(2): 47 (1980)
- Hypholoma sulphureum G.M. Taylor & P.K. Buchanan, New Zealand Botanical Society Newsletter 13: 11 (1988)
- Psilocybe fascicularis var. armeniaca Y.S. Chang & A.K. Mills, in Chang, Gates & Ratkowsky, Australas. Mycol. 24(3): 56 (2006)
- Hypholoma fasciculare var. armeniacum (Y.S. Chang & A.K. Mills) Y.S. Chang, A.K. Mills, G.M. Gates & D.A. Ratkowsky, Australas. Mycol. 31(2): 39 (2013)[2]

### Specie simili

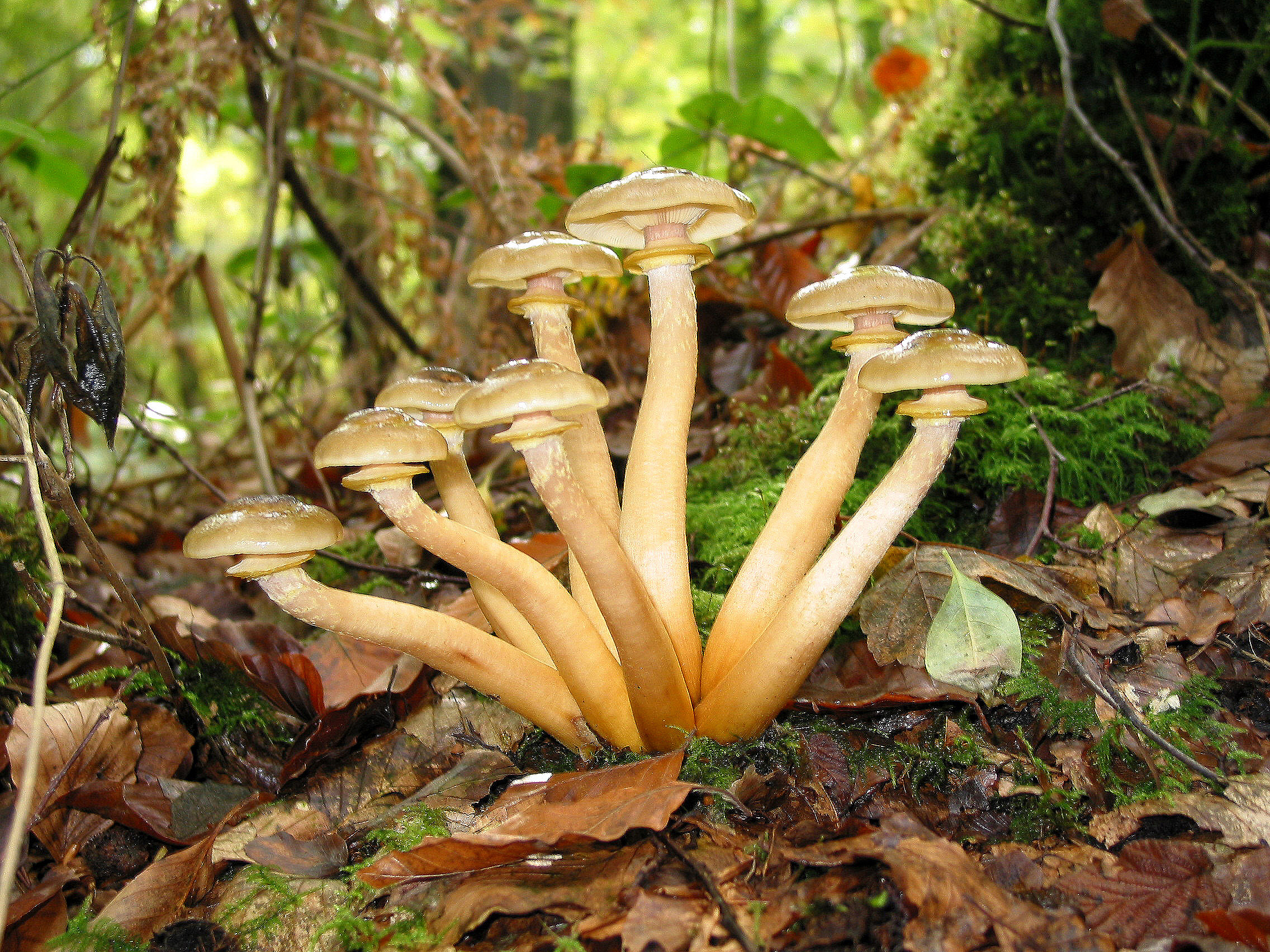
Armillaria mellea
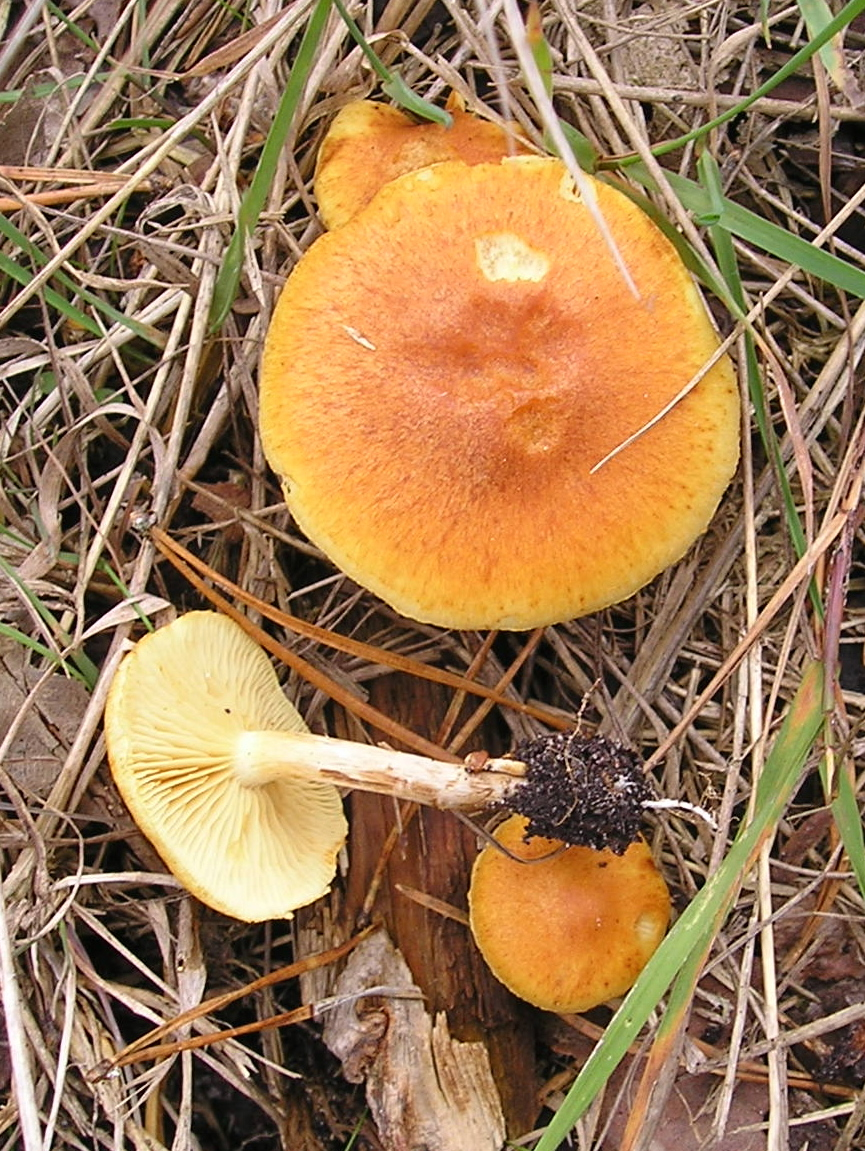
Gymnopilus penetrans
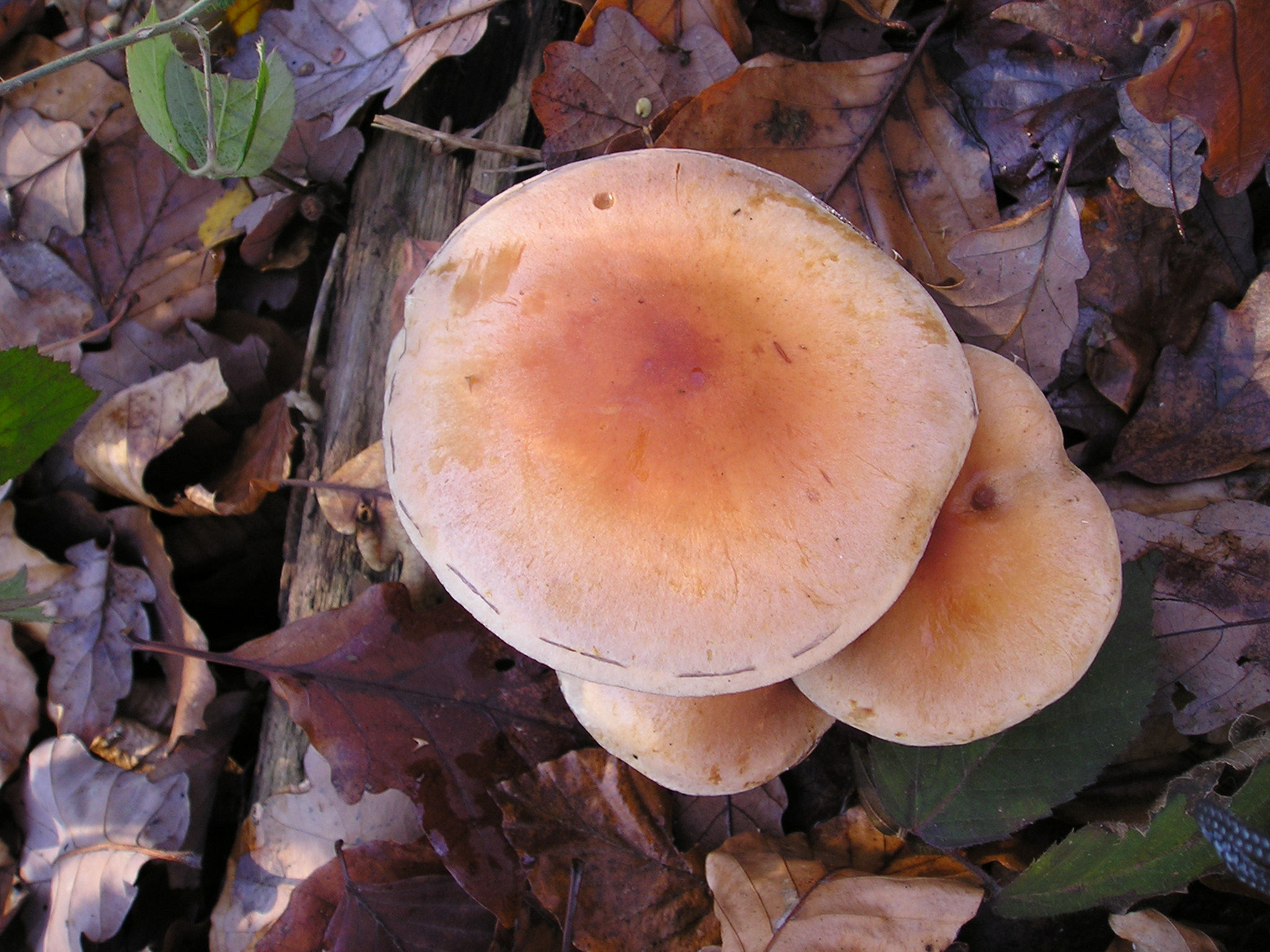
Hypholoma lateritium
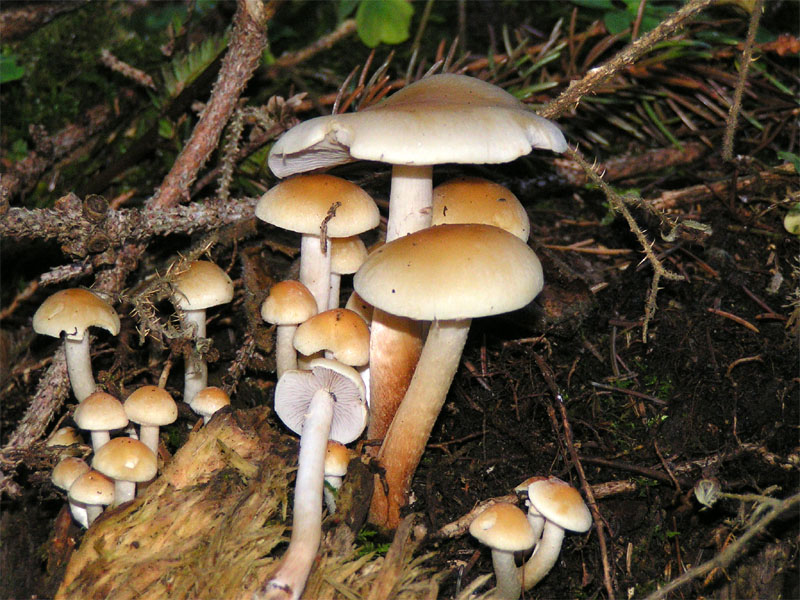
Hypholoma capnoides
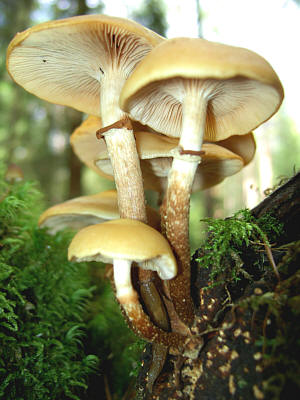
Kuehneromyces mutabilis

Si può confondere con:
- Alcune forme gialle di Armillaria mellea, che ha lo stesso portamento cespitoso ma ha il cappello umbonato e di vario colore (dal giallo al bruno) ornato di squame, un anello evidente, la carne bianca anziché gialla, il gambo pieno invece che cavo ed esile ed infine le spore bianche in massa e non grigio-nerastre.
- Occasionalmente può essere confuso dai più inesperti con il Gymnopilus penetrans (non commestibile), fungo lignicolo di colore giallo piuttosto marcato e di sapore amaro.
- Hypholoma lateritium (non commestibile), che ha però colori più vertenti al rosso mattone, carne giallastra ed amara e spore brune.
- Hypholoma capnoides (commestibile con cautela)
- Kuehneromyces mutabilis (ottimo commestibile), che però presenta il cappello liscio ed igrofano (muta il colore al variare delle condizioni di umidità), ha il gambo squamoso sotto l'anello e le lamelle e le spore di colore giallo-ocra.

Nota bene
È facile rendersi conto di un eventuale sbaglio in quanto, come già detto, Hypholoma fasciculare, a differenza di Armillaria mellea o Hypholoma capnoides, ha un sapore amaro.